# 沙姆哈爾
沙姆哈尔（羅馬化：Shamkhal；库梅克语：Шаухал）是俄罗斯达吉斯坦共和国的市级镇，属共和国辖市马哈奇卡拉市，为该市西北部基洛夫区的一部分；位于舒劳津河（Шураозень）畔。
该地2021年人口有12,285人；2010年人口11,855；2002年人口7,823；1989年人口5,390。